# مجوگور
مجوگور (به صربی: Međugor) یک منطقهٔ مسکونی در صربستان است که در سینیتسا واقع شده‌است. مجوگور ۱۷۶ نفر جمعیت دارد.